# Observations on Respiration and the Use of the Blood

Observations on Respiration and the Use of the Blood est un ouvrage du polymathe britannique Joseph Priestley, issu d'une communication lue à la Royal Society le 25 janvier 1776 et publié cette même année, qui décrit le lien entre respiration, sang et air,.

## Contenu et conséquences de l'ouvrage
Priestley est le premier à suggérer une relation entre le sang et l'air, bien qu'il le fasse en s'appuyant sur la théorie phlogistique. Il écrit dans son article, à propos de la respiration :
« J'ai maintenant prouvé, je le pense, qu'elle est effectuée au moyen du sang, qui passe dans les poumons, si proche du contact de l'air ; le sang apparaissant comme un fluide parfaitement conformé afin de s'en imprégner et de s'en défaire, grâce au principe que les chimistes nomment phlogiston, et changeant de couleur selon qu'il en est chargé ou libéré. »
Selon sa méthode habituelle, il préface son ouvrage par un historique de l'étude de la respiration. Un an plus tard, clairement influencé par Priestley, Lavoisier débat également de la respiration à l'Académie des Sciences. Les travaux de Lavoisier débutent une longue chaîne de découvertes qui vont aboutir à la publication d'ouvrages sur la respiration de l'oxygène et culmineront par un renversement de la théorie phlogistique et la mise en place de la chimie moderne.